# 심정안
《심정안》(深情眼)는 2025년 방송중인 중국의 드라마이다.

## 줄거리
- 직장 내 어려움으로 퇴직한 여자가 고향에서 새로운 삶을 시작하면서 눈빛이 다정한 남자와 만나는 이야기. 두 사람은 서로의 상처를 치유하며 사랑을 키워간다.

## 등장 인물
- 장위시 - 예멍 역
- 필문군 (毕雯珺) - 리진위 역
- 장소완 (张小婉) - 팡야쓰 역
- 류윤남 (刘润南) - 청카이란 역
- 대운범 (代云帆) - 구카이 역
- 왕가 (王可) - 챠오마이마이 역
- 황정정 (Kotete) - 장루즈 역